# Мухаммад Шариф (Бухарский эмират)
Мухаммад Шариф (узб. Muhammad Sharif; 1837 год, Бухарский эмират — 1888 год, Бухара, Бухарский эмират) — государственный и военный деятель, дипломат, диванбеги, главный закятчи — министр финансов Бухарского эмирата.
Был ближайшим личным советником эмира Сеид Абдулахад-хана и носил чин инака. Вся страна и сам эмир смотрели на Мухамад Шерифа, как на будущего преемника его отца Мухаммад-Бия в должности Кушбеги Бухары..

## Происхождение
Мухаммад Шариф по происхождению был персом.
Его отец, Мухаммад-бий был одним из наиболее приближённых сановников эмира Музаффара, прошедший путь от раба до главы бухарской администрации и занимавший пост Бухарского кушбеги.

## Политическая деятельность

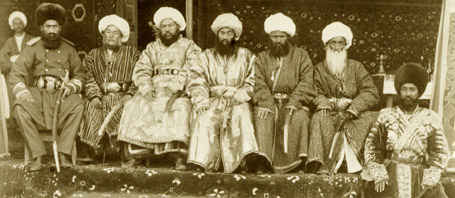
Четвёртый справа Мухаммад Шариф

Мухаммад Шариф при эмире Музаффаре занимал пост главного закятчи и губернатора Бухары.
После открытия в Бухаре Российского императорского политического агентства Мухаммад Шариф, продолжая оставаться главным закятчи, отвечал за связь между бухарским правительством и политическим агентом.

## Семья
Сыновья Мухаммада Шарифа в эмирате, при эмире Сеид Абдулахад-хане занимали государственные посты.
После убийства Мухаммада Шарифа его сын, Астанкул-бий получил от эмира Сеид Абдулахад-хана чин инака и должность главного закятчи, которую до этого занимал его отец.

## Смерть
В 21 марта 1888 года Мухаммад Шариф по приказу эмира явился в Кермине к чиновнику Гаиб Назару, чтобы за какой-то проступок конфисковать его имущество, но был ранен последним выстрелом из револьвера. После был привезён в Бухару
22 марта, в 6 часов утра, Мухаммад Шариф умер, несмотря на медицинскую помощь, оказанную ему доктором О. Ф. Гейфельдером, командированным на место происшествия строителем Закаспийской железной дороги генерал-лейтенантом М. Н. Анненковым, находившимся в это время по служебным делам в окрестностях Бухары.